# Hôtel des Boecklin de Boecklinsau
Hôtel des Boecklin de Boecklinsau je historická budova v centru francouzského Štrasburku, která slouží jako katolické univerzitní koleje Foyer de l'étudiant catholique se 161 lůžky a menzou.
Palác byl vystavěn v roce 1598 dolnoalsaským šlechtickým rodem Böcklin von Böcklinsau na místě zbořené kaple svatého Kříže. Prvním majitelem byl v letech 1598 až 1613 Jean-Philippe Boecklin, dalšími majiteli byli Wurmser de Vendenheim a Wangen de Géroldseck. Od roku 1685 se budova stala sídlem šlechtického správního úřadu pro Dolní Alsasko. V roce 1794 přešel do majetku státu. 27. září 1855 se zde narodil Paul Appell, francouzský matematik.
Mezi lety 1910 a 1921 byla v budově restaurace Zum Ritter, poté byla svěřena společnosti Saint-Vincent de Paul, která ho po třech letech předala bratrům z Matzenheimu, kteří v roce 1925 otevřeli v budově katolické studentské koleje. Od 10. listopadu 1927 je budova chráněna jako historická památka pod číslem PA00085053. Během druhé světové války byly prostory využity pro ubytování armády. Od roku 2000 je možné ubytování i žen; do té doby byly pokoje striktně mužské.